# Leander (Texas)
Leander is een plaats (city) in de Amerikaanse staat Texas, en valt bestuurlijk gezien onder Travis County en Williamson County.

## Demografie
Bij de volkstelling in 2000 werd het aantal inwoners vastgesteld op 7596.
In 2006 is het aantal inwoners door het United States Census Bureau geschat op 20.451, een stijging van 12855 (169,2%).

## Geografie
Volgens het United States Census Bureau beslaat de plaats een oppervlakte van
19,4 km², geheel bestaande uit land. Leander ligt op ongeveer 305 m boven zeeniveau.

## Plaatsen in de nabije omgeving
De onderstaande figuur toont nabijgelegen plaatsen in een straal van 16 km rond Leander.